# Équipe de Tunisie de basket-ball à la Coupe du monde 2019
Cet article relate le parcours de l'équipe de Tunisie masculine de basket-ball à la Coupe du monde 2019 qui se tient en Chine du 31 août au 15 septembre 2019. Il s'agit de la deuxième participation de la Tunisie à une Coupe du monde dans cette discipline.

## Qualification

### Premier tour (groupe A)
| Rang | Équipe   | Pts | J | G | P | Pp  | Pc  | Diff |  | Résultats (dom.\ext.) |        |        |       |       |
| ---- | -------- | --- | - | - | - | --- | --- | ---- |  | --------------------- | ------ | ------ | ----- | ----- |
| 1    | Tunisie  | 12  | 6 | 6 | 0 | 499 | 315 | 184  |  | Guinée                |        | 51-85  | 56-96 | 48-65 |
| 2    | Cameroun | 10  | 6 | 4 | 2 | 438 | 381 | 57   |  | Tchad                 | 80-49  |        | 46-85 | 60-65 |
| 3    | Tchad    | 8   | 6 | 2 | 4 | 383 | 424 | -41  |  | Tunisie               | 94-54  | 101-40 |       | 56-53 |
| 4    | Guinée   | 6   | 6 | 0 | 6 | 336 | 536 | -200 |  | Cameroun              | 116-78 | 73-72  | 66-67 |       |

| Qualification pour le second tour |
| Élimination                       |

### Second tour (groupe E)
| Rang | Équipe   | Pts | J  | G  | P | Pp  | Pc  | Diff |  | Résultats (dom.\ext.) |       |       |       |       |       |        |
| ---- | -------- | --- | -- | -- | - | --- | --- | ---- |  | --------------------- | ----- | ----- | ----- | ----- | ----- | ------ |
| 1    | Tunisie  | 22  | 12 | 10 | 2 | 933 | 669 | 264  |  | Tunisie               |       | 56-53 | 84-64 | 89-51 | 69-47 | 101-40 |
| 2    | Angola   | 21  | 12 | 9  | 3 | 829 | 748 | 81   |  | Cameroun              | 66-67 |       | 73-77 | 84-74 | 58-62 | 73-72  |
| 3    | Cameroun | 19  | 12 | 7  | 5 | 872 | 794 | 78   |  | Angola                | 69-63 | 83-76 |       | 62-56 | 65-58 | 90-50  |
| 4    | Égypte   | 19  | 12 | 7  | 5 | 802 | 799 | 3    |  | Maroc                 | 50-65 | 57-63 | 61-47 |       | 63-67 | 62-45  |
| 5    | Maroc    | 16  | 12 | 4  | 8 | 739 | 789 | -50  |  | Égypte                | 73-64 | 60-80 | 64-68 | 59-63 |       | 99-83  |
| 6    | Tchad    | 15  | 12 | 3  | 9 | 721 | 898 | -177 |  | Tchad                 | 46-85 | 60-65 | 33-75 | 69-63 | 58-85 |        |

| Qualification pour la Coupe du monde 2019          |
| Possible qualification pour la Coupe du monde 2019 |
| Élimination                                        |

## Préparation
La Tunisie joue une série de matchs amicaux en France et au Japon en août, quelques semaines avant la compétition.
| No | Date         | Lieu  | Adversaire | Résultat  |
| -- | ------------ | ----- | ---------- | --------- |
| 1  | 6 août 2019  | Pau   | Turquie    | P 54 – 66 |
| 2  | 7 août 2019  | Pau   | France     | P 94 – 56 |
| 3  | 9 août 2019  | Pau   | Pologne    | V 65 – 54 |
| 4  | 23 août 2019 | Japon | Allemagne  | D 66 – 24 |
| 5  | 25 août 2019 | Japon | Japon      | V 78 – 76 |

## Effectif
La sélection est composée de la façon suivante :
| Numéro | Joueur              | Poste | Naissance        | Taille | Club 2018-2019               |
| ------ | ------------------- | ----- | ---------------- | ------ | ---------------------------- |
| 4      | Omar Abada          | 1     | 20 avril 1993    | 1,89 m | Saint-Chamond Basket         |
| 5      | Ziyed Chennoufi     | 3     | 29 novembre 1988 | 2,01 m | Étoile sportive de Radès     |
| 7      | Mourad El Mabrouk   | 2     | 19 octobre 1986  | 1,85 m | Étoile sportive de Radès     |
| 8      | Omar Mouhli         | 2     | 19 mars 1986     | 1,92 m | Étoile sportive de Radès     |
| 9      | Mohamed Hadidane    | 4     | 27 avril 1986    | 2,03 m | Étoile sportive de Radès     |
| 11     | Mokhtar Ghayaza     | 5     | 15 novembre 1986 | 2,04 m | Étoile sportive de Radès     |
| 12     | Makrem Ben Romdhane | 4/5   | 27 mars 1989     | 2,04 m | Saint-Chamond Basket         |
| 19     | Mohamed Abbassi     | 4/5   | 28 mars 1991     | 2,04 m | Étoile sportive de Radès     |
| 20     | Michael Roll        | 2/3   | 12 avril 1987    | 1,95 m | Olimpia Milan                |
| 45     | Radhouane Slimane   | 3/4   | 16 août 1980     | 2,05 m | Union sportive monastirienne |
| 50     | Salah Mejri         | 5     | 15 juin 1986     | 2,17 m | Mavericks de Dallas          |
| 66     | Nizar Knioua        | 1     | 8 juin 1993      | 1,88 m | Stade nabeulien              |

Sélectionneur :  Mário Palma

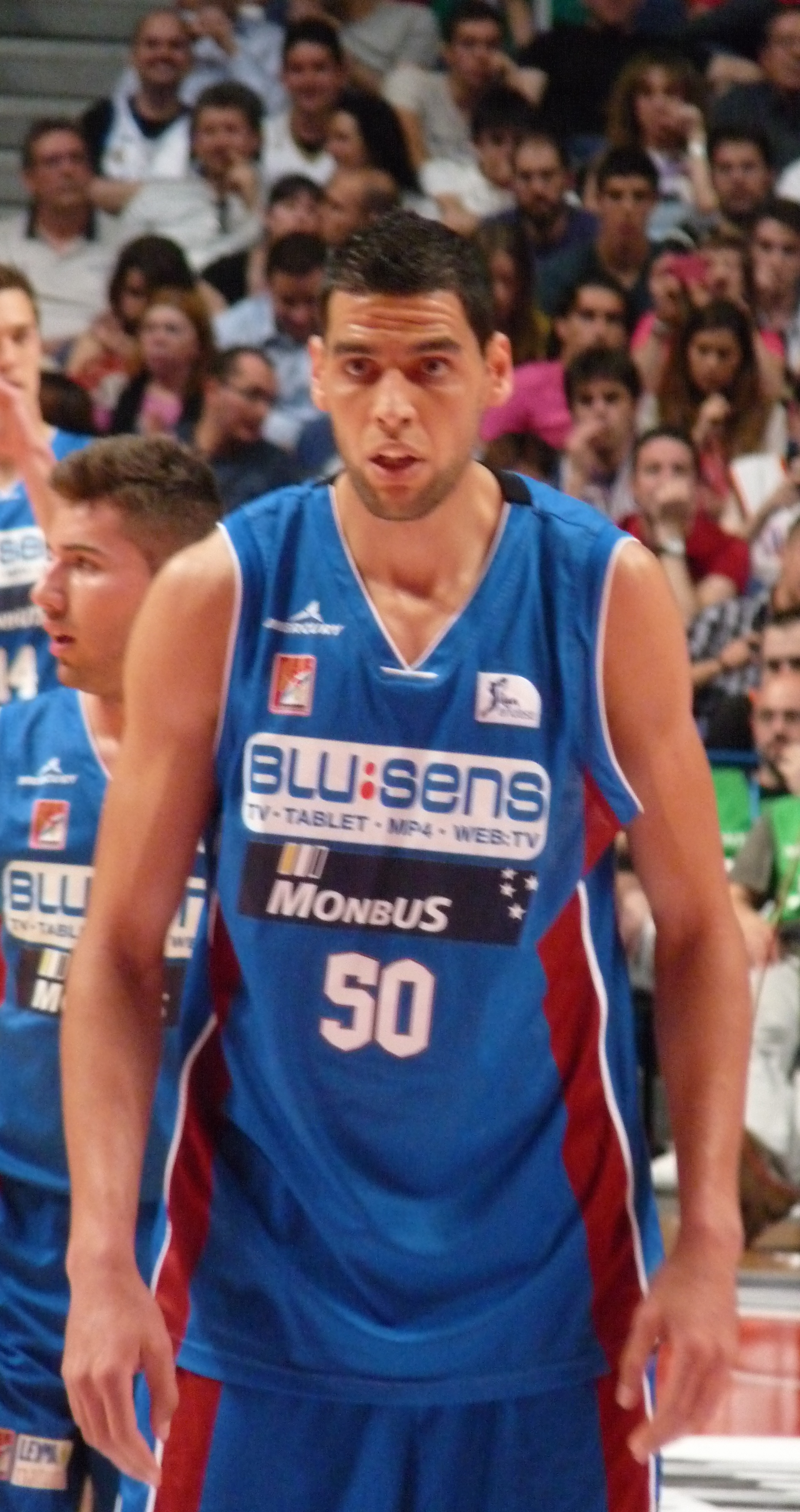
Salah Mejri.

Assistants :  Khelil Ben Ameur et Kacem Louerchefani

## Compétition

### Groupe C
| Rang | Équipe     | Pts | J | G | P | Pp  | Pc  | Diff |  | Résultats (dom.\ext.) |  |       |        |       |
| ---- | ---------- | --- | - | - | - | --- | --- | ---- |  | --------------------- |  | ----- | ------ | ----- |
| 1    | Espagne    | 6   | 3 | 3 | 0 | 247 | 190 | 57   |  | Espagne               |  | 73-63 | 101-62 | 73-65 |
| 2    | Porto Rico | 5   | 3 | 2 | 1 | 213 | 218 | -5   |  | Porto Rico            |  |       | 67-64  | 83-81 |
| 3    | Tunisie    | 4   | 3 | 1 | 2 | 205 | 235 | -30  |  | Tunisie               |  |       |        | 79-67 |
| 4    | Iran       | 3   | 3 | 0 | 3 | 213 | 235 | -22  |  | Iran                  |  |       |        |       |

| 31 août 2019 20h30 | Rapport | Espagne                                                            | 101-62                              | Tunisie                                                      |  | Guangzhou Gymnasium Canton Arbitres : Michael Weiland Krishna Domínguez James Boyer |
| 31 août 2019 20h30 | Rapport | Score par quart-temps : 16-17, 26-22, 30-8, 29-15                  |                                     |                                                              |  | Guangzhou Gymnasium Canton Arbitres : Michael Weiland Krishna Domínguez James Boyer |
| 31 août 2019 20h30 | Rapport | Score par mi-temps : 42-39, 59-23                                  |                                     |                                                              |  | Guangzhou Gymnasium Canton Arbitres : Michael Weiland Krishna Domínguez James Boyer |
| 31 août 2019 20h30 | Rapport | Ricky Rubio, 17 Juan Hernangómez, 8 Ricky Rubio, 9 Ricky Rubio, 23 | Points Rebonds Passes d. Évaluation | Salah Mejri, 15 Salah Mejri, 7 Omar Abada, 6 Salah Mejri, 15 |  | Guangzhou Gymnasium Canton Arbitres : Michael Weiland Krishna Domínguez James Boyer |

| 2 septembre 2019 16h30 | Rapport | Tunisie                                                          | 79-67                               | Iran                                                                      |  | Guangzhou Gymnasium Canton Arbitres : Ademir Zurapović Krishna Domínguez Arnaud Kom Njilo |
| 2 septembre 2019 16h30 | Rapport | Score par quart-temps : 29-19, 15-16, 15-13, 20-19               |                                     |                                                                           |  | Guangzhou Gymnasium Canton Arbitres : Ademir Zurapović Krishna Domínguez Arnaud Kom Njilo |
| 2 septembre 2019 16h30 | Rapport | Score par mi-temps : 44-35, 35-32                                |                                     |                                                                           |  | Guangzhou Gymnasium Canton Arbitres : Ademir Zurapović Krishna Domínguez Arnaud Kom Njilo |
| 2 septembre 2019 16h30 | Rapport | Salah Mejri, 22 Salah Mejri, 15 Trois joueurs, 5 Salah Mejri, 38 | Points Rebonds Passes d. Évaluation | Aaron Geramipoor, 18 Hamed Haddadi, 11 Hamed Haddadi, 8 Hamed Haddadi, 23 |  | Guangzhou Gymnasium Canton Arbitres : Ademir Zurapović Krishna Domínguez Arnaud Kom Njilo |

| 4 septembre 2019 16h30 | Rapport | Porto Rico                                                                | 67-64                               | Tunisie                                                                           |  | Guangzhou Gymnasium Canton Arbitres : Ademir Zurapović Geórgios Poursanídis Krishna Domínguez |
| 4 septembre 2019 16h30 | Rapport | Score par quart-temps : 19-18, 19-14, 14-23, 15-9                         |                                     |                                                                                   |  | Guangzhou Gymnasium Canton Arbitres : Ademir Zurapović Geórgios Poursanídis Krishna Domínguez |
| 4 septembre 2019 16h30 | Rapport | Score par mi-temps : 38-32, 29-32                                         |                                     |                                                                                   |  | Guangzhou Gymnasium Canton Arbitres : Ademir Zurapović Geórgios Poursanídis Krishna Domínguez |
| 4 septembre 2019 16h30 | Rapport | Renaldo Balkman, 14 Renaldo Balkman, 9 Gary Browne, 8 Renaldo Balkman, 18 | Points Rebonds Passes d. Évaluation | Omar Abada, Salah Mejri, 14 Makrem Ben Romdhane, 9 Michael Roll, 5 Omar Abada, 20 |  | Guangzhou Gymnasium Canton Arbitres : Ademir Zurapović Geórgios Poursanídis Krishna Domínguez |

### Tour de classement - places 17 à 32 (groupe N)
| Rang | Équipe      | Pts | J | G | P | Pp  | Pc  | Diff |  | Résultats (dom.\ext.) |  |  |       |       |
| ---- | ----------- | --- | - | - | - | --- | --- | ---- |  | --------------------- |  |  | ----- | ----- |
| 1    | Tunisie     | 8   | 5 | 3 | 2 | 377 | 386 | -9   |  | Tunisie               |  |  | 86-84 | 86-67 |
| 2    | Iran        | 7   | 5 | 2 | 3 | 379 | 372 | 7    |  | Iran                  |  |  | 71-62 | 95-75 |
| 3    | Angola      | 6   | 5 | 1 | 4 | 350 | 435 | -85  |  | Angola                |  |  |       |       |
| 4    | Philippines | 5   | 5 | 0 | 5 | 352 | 499 | -147 |  | Philippines           |  |  |       |       |

| 6 septembre 2019 20h00 | Rapport | Tunisie                                                        | 86-67                               | Philippines                                                              |  | LeSports Center Pékin |
| 6 septembre 2019 20h00 | Rapport | Score par quart-temps : 27-10, 19-14, 21-15, 19-28             |                                     |                                                                          |  | LeSports Center Pékin |
| 6 septembre 2019 20h00 | Rapport | Score par mi-temps : 46-24, 40-43                              |                                     |                                                                          |  | LeSports Center Pékin |
| 6 septembre 2019 20h00 | Rapport | Omar Abada, 16 Salah Mejri, 12 Michael Roll, 4 Salah Mejri, 27 | Points Rebonds Passes d. Évaluation | Andray Blatche, 24 Andray Blatche, 11 Cinq joueurs, 2 Andray Blatche, 22 |  | LeSports Center Pékin |

| 8 septembre 2019 16h00 | Rapport | Tunisie                                                                        | 86-84                               | Angola                                                                     |  | LeSports Center Pékin |
| 8 septembre 2019 16h00 | Rapport | Score par quart-temps : 31-20, 21-17, 15-28, 19-19                             |                                     |                                                                            |  | LeSports Center Pékin |
| 8 septembre 2019 16h00 | Rapport | Score par mi-temps : 52-37, 34-47                                              |                                     |                                                                            |  | LeSports Center Pékin |
| 8 septembre 2019 16h00 | Rapport | Michael Roll, 21 Ben Romdhane, Mejri, 8 Makrem Ben Romdhane, 7 Salah Mejri, 31 | Points Rebonds Passes d. Évaluation | Yanick Moreira, 21 Yanick Moreira, 9 Gerson Domingos, 6 Yanick Moreira, 28 |  | LeSports Center Pékin |